# Lövöarna
Lövöarna (finska: Lehtisaaret) är öar i Finland.  De ligger i landskapet Nyland, i den södra delen av landet, 12 km sydväst om huvudstaden Helsingfors.
Se vidare Stora Lövö och Lilla Lövö.